# 14-й армейский корпус (Великая армия)
14-й армейский корпус Великой армии (фр. 14e corps d'armée) — образован 4 августа 1813 года. Состоял из четырёх французских пехотных дивизий, одной кавалерийской дивизии и артиллерии. Корпус был расквартирован близ Дрездена, чтобы контролировать перевалы через Рудные горы, которые были на границе между враждебной Австрийской империей и союзным королевством Саксония. Корпус Сен-Сира сыграл главную роль в победе Наполеона в битве при Дрездене в конце августа. После сражения расположился гарнизоном в Дрездене. Изолированный после разгрома французов под Лейпцигом, корпус оказался осаждённым в Дрездене, и капитулировал 11 ноября 1813 года.

## Состав корпуса
На 26 августа 1813 года:
- 42-я пехотная дивизия (дивизионный генерал Пьер Дюпа)
- 43-я пехотная дивизия (дивизионный генерал Мишель Клапаред)
- 44-я пехотная дивизия (дивизионный генерал Пьер Бертезен)
- 45-я пехотная дивизия (дивизионный генерал Жан Разу)
- дивизия лёгкой кавалерии

## Командующие корпусом
- маршал Лоран Гувьон-Сен-Сир (4 августа – 17 ноября 1813)